# Проба Реберга — Тарєєва

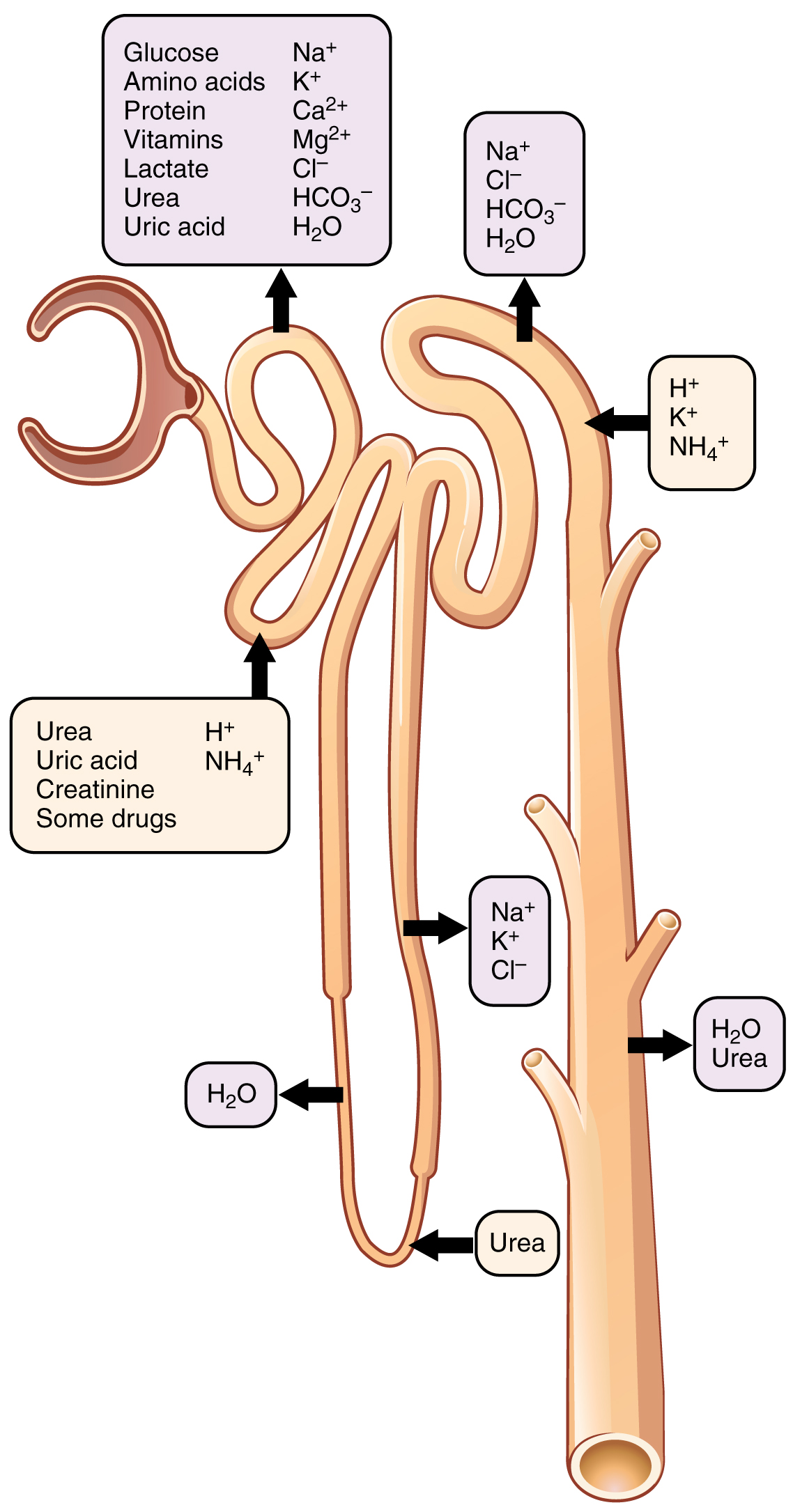
Секреція та реабсорбція розчинених речовин у нефроні

Проба Реберга — Тарєєва (визначення швидкості клубочкової фільтрації за кліренсом ендогенного креатиніну, швидкість клубочкової фільтрації (ШКФ), англ. Glomerular filtration rate (GFR)) — геморенальна проба, метод, за яким кількісно оцінюють видільну здатність нирок, визначаючи швидкість клубочкової фільтрації (мл/хв) та канальцевої реабсорбції (%) за кліренсом ендогенного креатиніну крові і сечі з урахуванням обсягу виділеної рідини в одиницю часу. Швидкість клубочкової фільтрації описує інтенсивність потоку відфільтрованої рідини через нирки та використовується для диференційної діагностики тканинного та функціонального ураження нирок. Крім того, показник ШКФ використовується для ретельного дозування нефротоксичних лікарських засобів, які виводяться переважно з сечею, а також для оцінки ступеня тяжкої дегідратації.

## Показання
Діагностика захворювань паренхіми нирок, що призводять до зниження швидкості клубочкової фільтрації (ідіопатичний гострий і хронічний гломерулонефрит, пієлонефрит, амілоїдоз нирок, нефротичний синдром, вторинні гломерулонефрити, діабетична нефропатія та інші), а також задля визначення стадії, перебігу і швидкості прогресування ниркової недостатності.

## Варіації методу
Для проведення проби пацієнт здає добову сечу, після чого у нього проводиться забір крові з вени для визначення концентрації креатиніну. Основна важлива умова, необхідна задля успішного дослідження, — суворий облік часу, протягом якого збирається сеча. Можливі три варіанти виконання цієї процедури:
1. Перший, найбільш часто вживаний в клінічній практиці, та найбільш інформативний: сечу збирають у вигляді двох годинних порцій, в кожній з яких визначають хвилинний діурез і концентрацію креатиніну, отримуючи два показники швидкості клубочкової фільтрації.
2. Другий варіант використовується рідше: середній кліренс ендогенного креатиніну визначають в добовій кількості сечі.
3. Третій варіант, який переважно використовують в наукових цілях для дослідження добового ритму клубочкової фільтрації: сеча збирається в дві порції (наприклад, з 8-ї до 20-ї години та з 20-ї до 8-ї години) окремо за денний та нічний проміжок часу.

У всіх трьох варіантах кров з вени для визначення концентрації креатиніну в плазмі беруть одноразово (вранці натщесерце), оскільки рівень креатиніну протягом доби практично не змінюється.

## Непрямі маркери
Більшість лікарів використовують плазмові концентрації відпрацьованих креатиніну і сечовини, а також електроліти як показник наявності чи відсутності функціональних порушень нирок. Проте, азот сечовини крові та креатинін не перевищуватимуть допустимих значень, доки через патологію не буде втрачено більш ніж 60 % функціональності нирок.
Деякі хвороби нирок провокують підвищення рівня білка у сечі. Зокрема, найбільш чутливий маркер протеїнурії — альбумін. Постійна присутність понад 30 мг альбуміну на грам креатиніну в сечі є ознакою хронічного захворювання нирок. Нормальний рівень альбуміну сечі (мікроальбумінурія) становить від 30 мг/л до 299 мг/л сечі, або 30-299 мг/24 год, і не виявляється звичайними методами аналізу сечі.

## Метод підрахунку ШКФ
ШКФ = (Ур × V) / (Пл × t), де
- Ур — концентрація креатиніну в сечі;
- Пл — концентрація креатиніну в плазмі (сироватці);
- t — час збору сечі в хвилинах;
- V — об'єм сечі, зібраний за цей час;

## Межі норми ШКФ

#### Нормальний діапазон ШКФ з поправкою на площу поверхні тіла
- чоловіки, молодші від 40 років — від 100 мл/хв/1,73 м² до 130 мл/хв/1,73 м²
- жінки, молодші від 40 років — від 90 мл/хв/1,73 м² до 120 мл/хв/1,73 м²
- діти до двох років обох статей — 110 мл/хв/1,73 м² (вимірюється за кліренсом інуліну)

З віком ШКФ поступово зменшується і після 40 років показник щорічно спадає приблизно на 0,4 мл/хв — 1,2 мл/хв.

#### Референтні показники ШКФ з поправкою на вік (мл/хв)
| Вік             | Чоловіки | Жінки  |
| Молодші 1 року  | 65-100   | 65-100 |
| 1-30 років      | 88-146   | 81-134 |
| 30-40 років     | 82-140   | 75-128 |
| 40-50 років     | 61-120   | 58-110 |
| 50-60 років     | 82-140   | 75-128 |
| 60-70 років     | 82-140   | 75-128 |
| Старші 70 років | 55-113   | 52-105 |

## Інтерпретація
Дослідження дозволяє оцінити масу діючих нефронів; визначити перебіг і прогноз вищезазначених захворювань, а також стан нирок після пересадки і т. д. Зростання швидкості клубочкової фільтрації може спостерігатися при нефротичному синдромі, а також на ранній стадії цукрового діабету і гіпертонічної хвороби. Зниження ШКФ свідчить про ниркову недостатність. При компенсованій нирковій недостатності значення ШКФ перебуває в межах 50-30 мл/хв, при субкомпенсованій — 30-15 мл/хв, при декомпенсованій — менше 15 мл/хв.